# Passaporto polacco
Il passaporto polacco (paszport polski) è un documento di identità rilasciato ai propri cittadini dalla Repubblica di Polonia per i loro viaggi fuori dall'Unione europea e dallo Spazio economico europeo.
Vale come prova del possesso della cittadinanza polacca ed è necessario per richiedere assistenza e protezione presso le ambasciate polacche nel mondo.

## Caratteristiche
Il passaporto polacco rispetta le caratteristiche dei passaporti dell'Unione europea. 
La copertina è di colore rosso borgogna con l'aquila bianca, stemma della Polonia, al centro, le scritte "UNIA EUROPEJSKA" e "RZECZPOSPOLITA POLSKA" sopra lo stemma mentre in basso si trovano le diciture "PASZPORT" e "PASSPORT". 
Nel passaporto biometrico (e-passport) compare anche l'apposito simbolo